# Plovilo
Plovilo ili plutajući objekt bilo koja je naprava koja pliva i kreće se po površini vode ili roni i kreće se ispod površine vode.
Klada drveta bilo je prvo prirodno plovilo korišteno za spašavanje životinja i ljudi. Povezane klade čine splav. Izdubljena klada bio je prvi čamac. S veslima je postao bolje pokretljiv, posebno na rijekama. Zahvaljujući veslima, čamac se mogao pomicati i upravljati. Veliki čamci postaju galije i kreću se pomoću vesla, a upravljaju se pomoću kormila. Čamac s drvenom konstrukcijom na koju je bila nategnuta životinjska koža bio je prvi jedrenjak. Njegov pokretač je vjetar. Kada je 1807. god. Robert Fulton izgradio prvi parni stroj, brodogradnja je doživjela revoluciju. Para pod pritiskom preko prijenosnih mehanizama pokreće lopatice i propelere čijom se rotacijom pokreće brod. Po prvi put u povijesti kretanje nije ovisilo o prirodnim okolnostima i neposrednoj ljudskoj tjelesnoj snazi. Daljnji napredak znanosti i tehnologije rezultira motorima s unutarnjim izgaranjem. Dimenzije goriva značajno su smanjene po jedinici prijeđene udaljenosti. Čovjek plovi dalje i sigurnije. Električni pogon s elektromotorima važan je osobito u kretanju podmornica ispod razine vodene površine. Nastaju i prva plovila na mlazni pogon. Atomska energija osigurava da plovila mogu prijeći tisuće nautičkih milja sa samo nekoliko stotina grama goriva.
Postojanje plovila omogućuje pojava koja se naziva uzgon. Svako tijelo, lakše specifične težine od tekućine u koju je uronjeno, ostaje na površini - pluta. Tijelo zauzima određeni položaj ravnoteže pod utjecajem dviju sila: težine tijela i uzgona (Arhimedov zakon). Težina tijela usidrena je u težištu tijela, a uzgon u težištu volumena istisnute vode. U položaju stabilne ravnoteže oba hvata moraju biti na istoj vertikali. Metacentar određuje stabilan položaj plivačkog tijela. To je točka u kojoj se smjer uzgona na tijelo, koji je izveden iz ravnotežnog položaja, siječe sa smjerom težišta u ravnotežnom položaju. Ako je metacentar iznad težišta, tada se javlja par sila koje vraćaju tijelo u položaj ravnoteže i plivanje je stabilno. Kako bi se postigla što veća visina metacentra iznad težišta, a time i stabilnost, grade se plovila sa što nižim težištem i što povoljnijim oblikom trupa. Međutim, to ima ograničenja jer je vrijeme njihanja oko ravnotežnog položaja veće što je metacentar viši, a to je nedostatak za stabilnost i sigurnost plovidbe. Ispod razine vode mogu se kretati i posebno građena plovila čiji se uzgon po želji može poništiti povećanjem djelovanja gravitacijske sile. To su podmornice i batiskafi. 

## Galerija
- Trajekt Jadrolinije.
- Neretvanska lađa iz 1895.
- Batana
- Brod za spašavanje.